# Promis suchen ein Zuhause
Promis suchen ein Zuhause ist eine deutsche Doku-Soap, die von 2013 bis 2014 produziert wurde und auf RTL II ausgestrahlt wurde.

## Konzept
In der Sendung wurden Prominente bei der Suche nach einer Unterkunft begleitet. Dies brachte häufiger Luxus-Probleme und spezielle Wünsche mit sich.

## Produktion und Ausstrahlung
Die Sendung wurde das erste Mal am 10. Juni 2013 auf RTL II ausgestrahlt. Es wurden 8 Folgen produziert. Produziert wurde die Sendung von 2013 bis 2014.
| Folge | Erstausstrahlung   | Promis |
| ----- | ------------------ | --- |
| 1     | 10. Juni 2013      | Münchener Schauspielerin, DJ und Moderatorin Giulia Siegel, der Bassist der Bloodhound Gang Jared Hasselhoff und der Partyveranstalter und Entertainer Don Francis                                                                                        |
| 2     | 6. August 2014     | deutsch-marokkanische Popsängerin und Moderatorin Senna Gammour, deutsche Schauspielerin Ingrid van Bergen und schwedisches Topmodel Marcus Schenkenberg                                                                                                  |
| 3     | 13. August 2014    | deutsches Model und Fernsehmoderatorin Gitta Saxx, Frédéric Prinz von Anhalt und deutsches Model und Fernsehschauspielerin Monica Ivancan |
| 4     | 20. August 2014    | Schauspieler Rocco Stark, Fernsehmoderator Harry Wijnvoord und Designerin Nadja Atwal |
| 5     | 27. August 2014    | deutscher Schlagersänger Norman Langen, deutsche Fernsehmoderatorin und Schauspielerin Gülcan Kamps und deutsche Entertainerin, Kabarettistin und Autorin Désirée Nick                                                                                    |
| 6     | 14. September 2014 | Dschungelkönig der Fernsehsendung Ich bin ein Star – Holt mich hier raus! Peer Kusmagk, tschechische Pornodarstellerin Dolly Buster, Graf Steven Bernadotte af Wisborg, Model und Sängerin Sarah Joelle Jahnel und der deutsche Schauspieler Bela Klentze |
| 7     | 21. September 2014 | senegalesisches Männermodel Papis Loveday, Schauspielerin Michaela Schaffrath, Traumfrau-gesucht-Kandidat Dennis Schick |
| 8     | 28. September 2014 | deutsche Schauspielerin und Model Claudelle Deckert und das deutsche Unterhaltungsduo Botox-Boys (bestehend aus den Zwillingsbrüdern Arnold Wess und Oskar Wess)                                                                                          |